# Kużenkino (wieś)
Kużenkino (ros. Куженкино) – wieś (sieło) w Rosji, w obwodzie twerskim, w rejonie bołogowskim. W 2010 liczyła 340 mieszkańców.